# Cavernulina darwini
Cavernulina darwini är en korallart som först beskrevs av Sydney John Hickson 1921.  Cavernulina darwini ingår i släktet Cavernulina och familjen Veretillidae. Inga underarter finns listade i Catalogue of Life.